# Vediska tiden

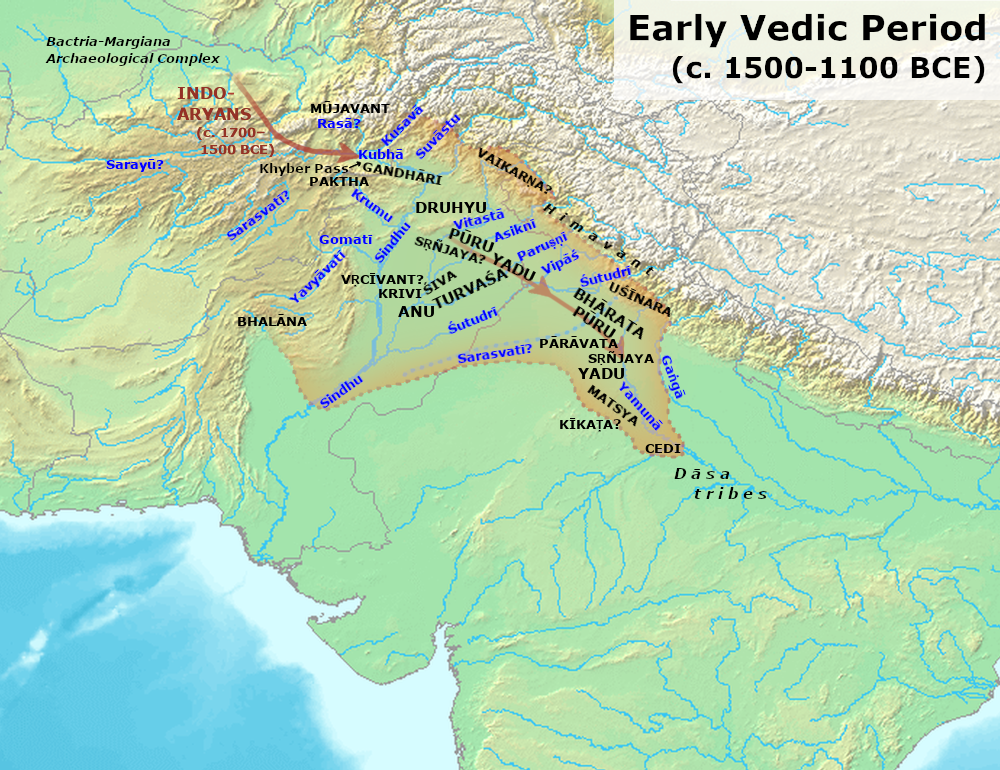
Vediska tiden

Den Vediska tiden syftar på en tidsperiod i Indiens historia under bronsåldern och tidig järnålder, mellan 1500 och 500 f.Kr. Den har fått sitt namn av det faktum att Vedaskrifterna författades under denna tidsperiod (cirka 1500-900 f.Kr.). Perioden ägde rum mellan Induskulturens sammanbrott cirka 1500 f.Kr., då den första urbana civilisation i Indien utplånades och indoarierna invandrade från Centralasien till nordvästra Indien, fram till början av Indiens andra urbanisering på Nordindiska slättlandet (600-200 f.Kr.). Den Vediska tiden indelas i sin tur i tidig vedisk tid (1500-1100 f.Kr.) och sen vedisk tid (1100-500 f.Kr.). 
Vedaskrifterna utvecklades i ett samhälle där indoarierna blandades med Indiens ursprungliga dravidiska befolkning, och blandningen av deras religioner, proto-indoeuropeisk mytologi och dravidisk folkreligion, gav upphov till hinduismen. De utvecklades till liturgiska texter som lade reglerna för den nya religionen, och därmed de nya samhällsreglerna i enlighet med Brahmanismen. De skapades i Kururiket, ett kungadöme som utgjorde en löst sammanhängande stamfederation av de invandrande indoariska stammarna. 
Enligt vissa teorier ska invandringen av indoariernas invandring ha resulterat i Induskulturens sammanbrott 1500. 
Det vediska stamhället utgjorde grunden för det senare hinduiska kastsamhället i Indien. Det var ett patriarkalt och patrilinjärt samhälle, organiserat i ett icke urbant stamsamhälle med centrum i Punjap, som främst livnärde sig som en herdekultur. 
Under sen vedisk tid 1100-500 spred sig den vediska kulturen österut över Nordindiens Gangesslätt. Redskap av järn började användas vilket utvecklade jordbruket och möjliggjorde början på en mer bofast kultur, utökat jordbruk och framväxten av en andra urbanisering, städer, stater och uppkomsten av Kururiket, under vilket den vediska tiden övergick i nästa epok, Mahajanapadas (600-345 f.Kr.). 